# Nord LB Open 2009
Il Nord LB Open 2009 è stato un torneo professionistico di tennis maschile giocato sulla terra rossa, che faceva parte dell'ATP Challenger Tour 2009. Si è giocato a Braunschweig in Germania dal 29 giugno al 5 luglio 2009.

## Partecipanti

### Teste di serie
| Nazionalità | Giocatore          | Ranking* | Testa di serie |
| ----------- | ------------------ | -------- | -------------- |
| Germania    | Andreas Beck       | 58       | 1              |
| Belgio      | Christophe Rochus  | 60       | 2              |
| Spagna      | Óscar Hernández    | 75       | 3              |
| Rep. Ceca   | Ivo Minář          | 78       | 4              |
| Germania    | Björn Phau         | 79       | 5              |
| Belgio      | Kristof Vliegen    | 82       | 6              |
| Russia      | Tejmuraz Gabašvili | 88       | 7              |
| Spagna      | Alberto Martín     | 95       | 8              |

- Ranking al 22 maggio 2009.

### Altri partecipanti
Giocatori che hanno ricevuto una wild card:
- Matthias Bachinger
- Jaan-Frederik Brunken
- Florian Mayer
- Dominik Meffert
- Julian Reister (special exempt)

Giocatori passati dalle qualificazioni:
- Federico Delbonis
- Tobias Kamke
- Jan Minář
- Carles Poch-Gradin (Lucky Loser)
- Adam Vejmělka

## Campioni

### Singolare
Óscar Hernández ha battuto in finale  Tejmuraz Gabašvili con il punteggio di 6–1, 3–6, 6–4

### Doppio
Johan Brunström /  Jean-Julien Rojer hanno battuto in finale  Brian Dabul /  Nicolás Massú con il punteggio di 7–6(2), 6–4